# Forstenrieder Allee
Forstenrieder Allee - stacja metra w Monachium, na linii U3. Stacja została otwarta 28 października 1989. Stacja znajduje się w dzielnicy Thalkirchen-Obersendling-Forstenried-Fürstenried-Solln.